# Chirita moonii
Chirita moonii är en tvåhjärtbladig växtart som beskrevs av George Gardner. Chirita moonii ingår i släktet Chirita och familjen Gesneriaceae. Inga underarter finns listade i Catalogue of Life.